# Narekawank
Koordinaten: 38° 17′ 48,8″ N, 42° 55′ 41,7″ O

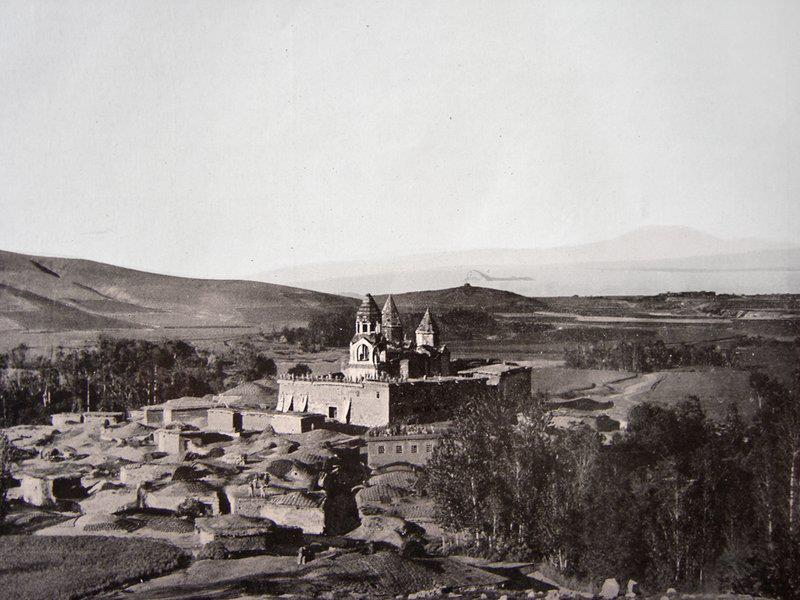
Das Dorfkloster von Narek in den 1900er Jahren

Narekawank (armenisch Նարեկավանք, türkisch Nareg manastırı) war ein armenisch-apostolisches Kloster des mittelalterlichen armenischen Königreichs Vaspurakan nahe dem südlichen Ufer des Vansees (heute die Region Ostanatolien in der Türkei), das beim Völkermord an den Armeniern 1915 durch die türkische Armee zerstört wurde.
Das Kloster wurde im 10. Jahrhundert erbaut, während der Regentschaft von Gagik I. (908–943), König des Königreichs Vaspurakan. Das Narekawank-Kloster war ein wichtiges intellektuelles Zentrum, dessen bekanntester Schüler und Gelehrter Gregor von Narek war.
Im 18. Jahrhundert wurde das Kloster vollständig erneuert und erweitert. 1812 erhielt es einen Glockenturm, 1843–1858 wurden Kuppel und Gebäude renoviert.
Nachdem das Kloster bereits während der Hamidischen Massaker angegriffen worden war und ein gutes Dutzend Mönche dabei umkamen, kamen Gottesdienste und Klosterbetrieb 1915 endgültig zum Erliegen. Im Jahre 1951 wurde das Kloster auf Anweisung des Provinzgouverneurs vollständig zerstört und später eine Moschee auf dem Gelände errichtet.
Gemäß Sevan Nişanyan hat der Name des Klosters keine Bedeutung auf Armenisch. Narég war der Name des Dorfes, auf dessen Territorium sich das Kloster befand. Das heute kurdisch bevölkerte Dorf wurde nach der Vertreibung der Armenier in Yemişlik umbenannt.
Am Tag der Einweihung der Heiligkreuzkirche in Akdamar 2007 besichtigte Erzbischof Mesrob II., armenischer Patriarch von Konstantinopel, auch das Dorf Narég; doch schon sechs Jahre zuvor war nur noch ein Torbogen des Nareg-Klosters zu sehen.